# Santa Creu de Cabrils
Santa Creu de Cabrils és una església parroquial del municipi de Cabrils (Maresme) inclosa en l'Inventari del Patrimoni Arquitectònic Català.

## Descripció
L'edifici actual, modern, fou acabat el 1775 i s'aixecà sobre l'antiga capella i el cementiri. És d'una sola nau, amb un campanar quadrat recentment construït (1915), a càrrec de la família Tolrà. L'església és d'estil barroc a l'exterior, especialment a la façana. El portal és senzill, de pedra i hi ha gravada a la llinda la data de construcció entre dos xiprers -també gravats-. L'interior, d'estil neoclàssic, està molt reformat amb algunes pintures al sostre. A una de les capelles s'hi troba un conjunt de rajoles de color vermell, fetes traslladar per la mestressa de Can Vives a l'església de la Santa Creu arran de la restauració de la capella de Sant Cristòfor efectuada l'any 1953.

## Història
L'església fou començada l'any 1704 i s'acabà el 1775 -molt pocs anys abans d'obtenir la independència respecte a la parròquia de Vilassar-. El 1828, fou la instal·lació del primer rellotge mecànic. El 1874, la restauració de l'interior, sufragat per la família Tolrà. El 1898, s'inicià la construcció de l'escala i el pati que comunica l'església amb la plaça. El 1904, va ser la consagració de la capella del Santíssim. Finalment, el 1915, es reparà el campanar gràcies a la família Tolrà, ara ja, Marquesos de Sant Esteve de Castellar.